# لجین اسماعیل
لُجَین اسماعیل (زاده ۱۰ آوریل ۱۹۸۷) یک بازیگر سوری است وی متولد بلغارستان و در دمشق سوریه بزرگ شده است. او در سال ۲۰۱۴ از مؤسسه عالی هنرهای دراماتیک در دمشق فارغ‌التحصیل شد. وی در سال سوم تحصیلی خود موفق به دریافت مدرک ممتاز از این مؤسسه شد. او در تمام چهار سال تحصیل، در کلاس خود سرآمد بود.
لجین اسماعیل در گفت‌وگو با سانا گفت: تاکنون در دو برنامه تلویزیونی «زوال» و «قرمز» شرکت کرده‌ام که به من اعتماد به‌نفس زیادی داده است که هر فارغ‌التحصیل تازه‌ای از مؤسسه عالی هنرهای دراماتیک به آن نیاز دارد.
لجین اسماعیل در مجموعه تلویزیونی معاویه نیز نقش‌آفرینی کرده است. این سریال دارای بازیگرانی متعددی از کشورهای عربستان سعودی، سوریه، تونس، مصر و اردن است. در ابتدا، بازیگر فلسطینی علی سلیمان برای نقش معاویه انتخاب شده بود، اما بعدتر لجین اسماعیل جایگزین وی شد.

## آثار

### مجموعه تلویزیونی
- مقامات عشق: در نقش ابن عربی
- دنیا قسمت دوم[۳]
- دمشق
- قرمز[۴]
- پشیمانی
- زوال[۵]
- تنها
- دربارهٔ عشق و علاقه
- مصاحبه با آقای آدم
- پاییز عاشقان
- معاویه

### فیلم سینما
- پاسخ قضایی[۶]
- مسافران جنگ
- منابع[۷]
- آتش‌سوزی[۷]
- وعده افتخار[۷]
- قهوه داغ
- زینت
- خون نخل
- ستاره صبح